# Прапори військово-морського зводу сигналів ВМФ СРСР
Військово-морський звід сигналів — набір сигнальних прапорів, що застосовувався поряд з семафорною абеткою в ВМФ СРСР для передачі інформації (сигналів, наказів) між кораблями і береговими службами.
Звід сигналів ВМФ ЗС СРСР походить від аналогічного зводу сигналів військово-морського флоту Російської імперії і з незначними змінами зберігається у військово-морському флоті Росії.

## Прапорова сигналізація
Військово-морський звід сигналів Союзу СРСР і Росії побудований за принципами, аналогічним міжнародному зводу сигналів.
Повний набір прапорів складається з 59 прапорів: 32 прапори відповідають буквам російського алфавіту, 10 прапорів відповідають цифрам, 4 прапори є додатковими і 13 мають спеціальне значення.

### Літерні прапори
| Літера         | Прапор | Значення                                                                   |
| -------------- | ------ | -------------------------------------------------------------------------- |
| А Аз           |        | «Ні», «Не згоден», «Не дозволяю» (Заперечна відповідь).                    |
| Б Буки         |        | Знятися з якоря. Дати найповніший хід. Два прапори Б — пришвидшити маневр. |
| В Веди         |        | Ваш курс веде до небезпеки.                                                |
| Г Глаголь      |        | Виявлено кораблі противника.                                               |
| Д Добро        |        | «Так», «Згоден», «Дозволяю» (Ствердна відповідь).                          |
| Е Есть         |        | Діяти самостійно або згідно з інструкцією.                                 |
| Ж Живете       |        | Дати середній хід.                                                         |
| З Земля        |        | Дати задній хід.                                                           |
| И Иже          |        | Тривога. Бойова готовність.                                                |
| Й И краткое    |        | Виявив міну.                                                               |
| К Како         |        | Виходжу з ладу. Не можу керуватися.                                        |
| Л Люди         |        | Повертаю вліво.                                                            |
| М Мыслете      |        | Дати малий хід.                                                            |
| Н Наш          |        | Веду вогонь. Вантажу боєприпаси. Чиню дії з вибуховими речовинами.         |
| О Он           |        | Слідувати за мною. Прошу дозволу…                                          |
| П Покой        |        | Повернути вправо.                                                          |
| Р Рцы          |        | Черговий корабель.                                                         |
| С Слово        |        | Стоп машини.                                                               |
| Т Твердо       |        | Мати хід… вузлів.                                                          |
| У Ухо          |        | Зазнаю лиха.                                                               |
| Ф Ферт         |        | Скасування.                                                                |
| Х Ха           |        | Кінець вчення.                                                             |
| Ц Цепочка      |        | Повернутися до свого з'єднання.                                            |
| Ч Червь        |        | Людина за бортом.                                                          |
| Ш Шапка        |        | Дати повний хід.                                                           |
| Щ Ща           |        |                                                                            |
| Ъ Твёрдый знак |        |                                                                            |
| Ы Еры          |        |                                                                            |
| Ь Мягкий знак  |        |                                                                            |
| Э Э оборотное  |        |                                                                            |
| Ю Юла          |        |                                                                            |
| Я Яко          |        | Дати найменший хід.                                                        |

### Цифрові прапори
| Цифра    | Прапор |
| -------- | ------ |
| 0 Ноль   |        |
| 1 Один   |        |
| 2 Два    |        |
| 3 Три    |        |
| 4 Четыре |        |
| 5 Пять   |        |
| 6 Шесть  |        |
| 7 Семь   |        |
| 8 Восемь |        |
| 9 Девять |        |

### Додаткові та спеціальні прапори
| Прапор | Назва                      | Примітки |
| ------ | -------------------------- | --- |
|        | Перший додатковий          | Мав те ж літерне чи цифрове значення, що й перший піднятий прапор у сигналі |
|        | Другий додатковий          | Мав те ж літерне чи цифрове значення, що й другий піднятий прапор у сигналі |
|        | Третій додатковий          | Мав те ж літерне чи цифрове значення, що й третій піднятий прапор у сигналі |
|        | Четвертий додатковий       | Мав те ж літерне чи цифрове значення, що й четвертий піднятий прапор у сигналі |
|        | Гюйс                       | Підіймався на носі кораблів 1-го та 2-го рангів під час стоянки |
|        | Газ                        | |
|        | Дим                        | |
|        | Телеграфний                | Піднятий на одному фалі з іншими прапорами, означав, що наступні прапори слід читати «телеграфом», тобто відповідно до їхніх літерних, а не умовних значень. Піднятий на окремому фалі означав, що все повідомлення слід читати «телеграфом». Також міг використовуватися як 1-й додатковий.                   |
|        | Шлюпочний                  | Означає «Веду переговори за Шлюпковою сигнальною книгою». Підіймається тільки на кораблях. Позивний шлюпок. Також міг використовуватися як 2-й додатковий. |
|        | Повітряний                 | Також міг використовуватися як 3-й додатковий. |
|        | Норд                       | |
|        | Зюйд                       | |
|        | Ост                        | |
|        | Вест                       | |
|        | Питальний                  | Підіймається на окремому фалі водночас з іншим сигналом для надання тому питальної форми. |
|        | Відповідни́й                | Піднятий до половини означає «Ясно бачу сигнал», піднятий повністю — «Бачу і розбираю сигнал». Якщо корабель приймає сигнали з кількох кораблів, відповідний вимпел підіймається разом з позивним корабля-емітента. Піднятий на кораблі-емітенті означає закінчення сигналу, окремо піднятий — кінець зв'язку. |
|        | Виконувальний (виконавчий) | Підйом прапора означає «Приготуватися», спуск — «Виконати» |

### Порядок використовування сигналів
Для передачі сигналів прапори піднімалися на щоглах або реях у послідовності, що відповідали послідовності літера і цифр в переданому повідомленні. У деяких випадках передача сигналу здійснювалася підйомом одного сигнального прапора — у цьому випадку прапор позначав не літеру, а приписану йому стандартну фразу. Окремі трипрапорові сигнали могли утворювати цілі речення, коли їх підіймали водночас на кількох фалах. Читатися таке речення мало починаючи з сигналу на фалі правого нока верхньої реї, потім лівого нока тієї же реї, потім ноків нижчої реї тощо; після читався сигнал, розташований на фалі між правим ноком нижньої реї і щоглою. Якщо прапори підіймалися на штаг-карнаку (леєрі між щоглами), то сигнали читалися починаючи від фок-щогли.
Сигнальні прапори також використовувалися як «прапори розцвічування»: їхні суцільні низки підіймалися на штагах в урочистих випадках.
Кожен корабель ВМФ мав на борту спеціальні сигнальні книги (трипрапоровий звід Військово-Морських сигналів, Шлюпкова сигнальна книга), за допомогою яких можна було розшифрувати будь-яке поєднання сигнальних прапорів.
Військово-морський звід призначений для використовування тільки всередині ВМФ. Для переговорів з іноземними або цивільними суднами використовувалися прапори міжнародного зводу.